# パウル・ゲオルク・フォン・メレンドルフ
パウル・ゲオルク・フォン・メレンドルフ（Paul Georg von Möllendorff, 1847年2月17日 ツェーデニック - 1901年4月20日、寧波）は、ドイツの言語学者・外交官。19世紀後半に朝鮮の国王である高宗の顧問を務め、また中国学への貢献で知られる。また満洲語のローマ字表記を考案したことでも有名である。

## 来歴
プロイセン貴族メレンドルフ家の出身。プロイセンの高官ゲオルグ・フォン・メレンドルフの息子。ゲルリッツのギムナジウムに通い、1865年にはハレ大学に入学した。ここでメレンドルフは法学や東洋学、言語学を学んだ。メレンドルフは古典および外国語に対して強い才能を示し、ヘブライ語に熟達したが、その時はまだ東アジアの言語を学ばなかった。

## 中国での活動
1869年、メレンドルフは研究を中断して、上海の中国海関に加わるために中国へおもむいた。上海と後に漢口の海関（税関）で働く間、メレンドルフは中国語に熟達し、速やかに言語試験に合格した。しかし、彼はやがて仕事の内容に不満を覚え、1874年には通訳としてドイツの領事館に就くため海関を去り、ついには天津の副領事に任じられた。
天津において、メレンドルフは清国の北洋大臣李鴻章の官房で働く馬建忠を助けた。1879年、メレンドルフは李鴻章がドイツ企業フルカンとクルップより武器と軍艦を調達するのを助けている。1881年、メレンドルフはドイツの北京公使マックス・フォン・ブラントとの込み入った関係により、領事職を去った。

## 朝鮮政府の外交顧問に
1882年7月に李氏朝鮮で起こった壬午軍乱は、清国軍による興宣大院君（国王高宗）の天津への連行・拉致で幕を閉じ、10月4日（朝鮮暦9月12日）、清国と朝鮮は天津において中朝商民水陸貿易章程を締結した。清国側は北洋大臣李鴻章のほか周馥と馬建忠が、朝鮮側は兵曹判書の趙寧夏と金宏集、魚允中がこれに署名した。天津をおとずれていた趙寧夏・金宏集は『善後六策』を李鴻章に提出して軍乱後の政策について李鴻章の指導を仰ぐ一方、朝鮮政府が外交顧問として招聘すべき人材の推薦を依頼した。李鴻章が推薦したのはメレンドルフと馬建忠の兄馬建常（元神戸・大阪領事）であった。メレンドルフと馬建常は、この年の12月に帰国した趙寧夏とともに漢城（後のソウル特別市）入りし、12月27日、高宗に謁見した。メレンドルフは、朝鮮国王が召見した最初のヨーロッパ人となった。
メレンドルフは速やかに高宗と意を通ずるに十分な朝鮮語を身につけ、まもなく高宗の信頼を獲得した。高宗はメレンドルフを外務協弁（外務次官）、海関総税務司に任じ、外交や税関の設立を委ねた。メレンドルフは中国・朝鮮風の「穆麟徳」（朝鮮語発音：モク・インドク、北京官話発音：ムー・リントー）を名乗り、「穆参判」として、すぐに朝鮮政府で大いに影響力のある人物となった。また地下資源の開発に注目し、ドイツからキール大学の地質学教授カルル・ゴットシェ博士を招聘した。
当時、朝鮮の税関は釜山、元山、仁川の3港に設けられたが、メレンドルフは閔氏政権の重鎮で閔妃の甥にあたる閔泳翊と謀って税関収入の一部を閔妃個人のために支出している。また、1883年、朝鮮の国庫の窮状を知ったメレンドルフは「当五銭」という悪貨の鋳造を朝鮮政府に勧め、これは漢城、江華島、平壌で大量に鋳造されたが、金玉均らの急進開化派（独立党）はこれに対し猛烈に反対し、その代案として日本からの借款の獲得をめざした。
メレンドルフは李鴻章や中国海関の総税務司ロバート・ハートの希望に反して、朝鮮の独立を主張することを望んだ。1885年、ポート・ハミルトン事件が発生すると、メルレンドフは中国の軍艦で巨文島を訪れ、英国軍の不法占拠に抗議した。彼は中国海関から朝鮮海関を可能な限り独立させたかった。メレンドルフは朝鮮半島に対する中国と日本の影響を均衡させるために、朝鮮がロシア帝国と同盟を組むことを唱えた。ソウルを守備する4個大隊約500名の兵力を教練する教官をロシアから招聘することを高宗に建議したが、これはメレンドルフの独走とみなされて清国の警戒するところとなり、1885年、李鴻章は朝鮮政府にメレンドルフの罷免を強要した。旧5月、メレンドルフは協弁交渉通商事務・総税務司を解任された。1888年、高宗はメレンドルフの復職を試みたが、不成功に終わっている。

## 学問的著作と後半生
朝鮮政府での任を去り、メレンドルフは中国海関の仕事に復して、南の条約港・寧波の関税局長官となり、余生を送った。彼は寧波で関税事務の改善に従事したほか、中国学の多くの作品を書いた。1896年と1897年の間、彼は英国・アイルランド王立アジア協会の中国支部長を務めた。

## 主要著作
- (with Otto Franz von Möllendorff.) Manual of Chinese Bibliography, Being a List of Works and Essays Relating to China. Shanghai, London: Kelly & Walsh, Trübner & co., 1876.
- "Essay on Manchu Literature." Journal of the North China Branch of the Royal Asiatic Society 24, no. 113 (1889-90): 1-45.
- A Manchu Grammar: With Analysed Texts. Shanghai, 1892.
- "Die Juden in China." In Monatsschrift für Geschichte und Wissenschaft des Judentums. (1895): 327-331
- Ningpo Colloquial Handbook. Shanghai: American Presbyterian Mission Press, 1910.